# Ager romanus
Ager Romanus, latin för "den romerska åkern", var staden Roms omland, de stora områden av slätter och kullar som kringgärdade staden Rom. Ager Romanus tillhörde med andra ord det område där staden Rom hade (politiskt) inflytande. Omlandet begränsades i väster av Tyrrenska havet, i söder av Monti Presentini, Albanobergen och Pontina-slätten, i öster av Monti Tiburtini och norr av kullarna kring Bracciano-sjön. 
Det tidiga Rom var en av flera latinska städer och skilde sig därvidlag inte från grannstäderna såsom Praeneste, dagens Palestrina. Städerna hade mycket begränsade territorier och gränserna var markerade med gränsstenar, ceppi. Det område som folket latinare kontrollerade kallas ibland gamla latium (latium vetus). Latium vetus var området som avgränsades av Tibern, Apenninerna i öster och Monte Circeo i söder: detta område motsvarar mitten av dagens Lazio. Enligt legenden var orsaken till att Kungariket Roms tredje kung, Tullus Hostilius förklarade Alba Longa krig 635 f.Kr. att utöka territoriet utöver de fastslagna gränserna.
När den romerska republiken utropades 510 f.Kr. proklamerades hela latium vetus som ager publicus. Rom fungerade nu som en gigantisk stadsstat som fortsatte att vidga sina gränser.
Roms första kejsare, Augustus införde bland andra ämbetet praefectus urbis. Dessa ämbeten separerade administrationen av staden Rom från resten av romarriket. Staden Roms makt begränsades till "centesimum lapidem" (hundra miles) från via consularis. I praktiken innebar detta att staden Rom kontrollerade hela Lazio och den del av Toscana som ligger mellan städerna Talamone och Terracina och dessutom delar av Abruzzo och Umbrien. Denna territoriella indelning befästes senare av Diocletianus. Roms omland var med andra ord tämligen omfattande.
Efter Västroms fall behöll praefectus urbis delar av sin makt fram till dess att påvarna kom att ta över makten över staden Rom. I teorin inkluderade nu ager romanus området ad centesimum lapidem, men i praktiken kom andra aktörer att ha kontroll över delar av området, till exempel lombarderna och påven. Det var inte förrän 1817 som Roms stad kom att få fasta administrativa gränser i och med ett beslut av Pius VII. Förutom själva staden Rom inkorporerades då även kommunerna Fiumicino, Pomezia och Ardea.